# شهادة المستخدم النهائي
شهادة المستخدم النهائي، أو EUC، هي وثيقة تُستخدَم في عمليات النقل الدولية - بما في ذلك المبيعات والتسليح المقدم كمعونة - للأسلحة والذخيرة للتصديق على أن المشتري هو المُتلقي النهائي لهذه المواد، ولا يخطط لنقلها إلى طرف آخر. وتُطلَب شهادات المستخدم النهائي من قِبل العديد من الحكومات لتقييد تدفق المواد إلى الوجهات غير المرغوب فيها، مثل الدول الخاضعة للحظر، أو الجماعات المتمردة، أو الحكومات المدانة بانتهاكات في مجال حقوق الإنسان، أو الدول التي يعتبرها المورد الأصلي للأسلحة تهديدًا له.
هناك العديد من المشكلات المتعلقة بشهادات المستخدم النهائي باعتبارها وسيلة لمنع صادرات الأسلحة غير المرغوب فيها. فهذه الشهادات يمكن تزويرها أو تزييفها؛ ويمكن الحصول عليها أيضًا من مسؤولين فاسدين. ولذلك، يجب أن يكون من الصعب تزوير شهادات المستخدم النهائي. وثمة مشكلة أخرى تتمثل في أن شهادة المستخدم النهائي لا تضمن أن مَن يحصل على الأسلحة سوف يظل على قيد الحياة كي يفي بوعده بعدم إعادة نقلها. فشهادات المستخدم النهائي التي لا تخضع لمراقبة ملائمة من ناحية الاستخدام النهائي لها تكون ضعيفة. وأخيرًا، يمكن لتجار الأسلحة اللجوء إلى التهريب. ويكون ذلك عن طريق، مثلاً، وضع ملصقات عليها لتبدو كبضائع تجارية، أو إخفائها بين هذه البضائع.
وجدير بالذكر أنه في الفترة ما بين عامي 1936 و1938، حصل كلا الجانبين في الحرب الأهلية الإسبانية على الأسلحة الألمانية عن طريق اليونان باستخدام شهادات مستخدم نهائي يونانية ثم مكسيكية. انظر شركة بيركال للأسلحة.